# Leptocera vomerata
Leptocera vomerata är en tvåvingeart som beskrevs av Rohacek 1983. Leptocera vomerata ingår i släktet Leptocera och familjen hoppflugor. Inga underarter finns listade i Catalogue of Life.